# Râul Valea Cișmelei
Râul Valea Plantației este un curs de apă, care se varsă în Canalul Dunăre-Marea Neagră. 